# Larînivka, Novhorod-Siverskîi
Larînivka (în ucraineană Ларинівка) este localitatea de reședință a comunei Larînivka din raionul Novhorod-Siverskîi, regiunea Cernihiv, Ucraina.

## Demografie
Componența lingvistică a localității Larînivka
     Ucraineană (96,8%)
     Rusă (2,67%)
     Alte limbi (0,53%)
Conform recensământului din 2001, majoritatea populației localității Larînivka era vorbitoare de ucraineană (96,8%), existând în minoritate și vorbitori de rusă (2,67%).